# Jessica Hawkins
Jessica Hawkins (née le 16 février 1995 à Headley) est une pilote automobile britannique.

## Biographie
En 2021, Jessica Hawkins devient ambassadrice de l'écurie Aston Martin. Elle est pilote en W Series et cascadeuse, notamment pour les franchises Fast and Furious et James Bond.
En septembre 2023, au sein de l'écurie Aston Martin, elle devient la première femme à conduire une monoplace de Formule 1 depuis cinq ans en conduisant une voiture pour une séance de tests en Hongrie. La dernière en date était la Colombienne Tatiana Calderón.

## Résultats en compétition automobile
| Saison    | Championnat                                      | Écurie                                   | Courses | Victoires | Pole positions | Meilleurs tours | Podiums | Points | Classement |
| --------- | ------------------------------------------------ | ---------------------------------------- | ------- | --------- | -------------- | --------------- | ------- | ------ | ---------- |
| 2014      | Championnat de Grande-Bretagne de Formule Ford   | MBM Motorsport                           | 3       | 0         | 0              | 0               | 0       | 0      | N.C        |
| 2015      | Championnat de Grande-Bretagne de Formule 4      | Falcon Motorsport                        | 15      | 0         | 0              | 0               | 0       | 13     | 23e        |
| 2015-2016 | MRF Challenge Formula 2000                       | MRF Racing                               | 2       | 0         | 0              | 0               | 0       | 0      | 27e        |
| 2016      | British Volkswagen Racing Cup                    | Tony Gilham Racing (en)                  | 3       | 0         | 0              | 0               | 0       | 54     | 22e        |
| 2017      | Mini Challenge UK                                | Excelr8 Motorsport (en)                  | 18      | 5         | 3              | 1               | 13      | 727    | 2e         |
| 2018      | British Volkswagen Racing Cup                    | Allumy Motorsport                        | 2       | 0         | 0              | 0               | 0       | 36     | 25e        |
| 2019      | W Series                                         | Hitech Grand Prix                        | 6       | 0         | 0              | 0               | 0       | 12     | 11e        |
| 2020      | Championnat britannique des voitures de tourisme | Power Maxed Racing (en)                  | 3       | 0         | 0              | 0               | 0       | 0      | 33e        |
| 2021      | W Series                                         | Team Racing X                            | 8       | 0         | 0              | 0               | 0       | 27     | 11e        |
| 2021      | Championnat britannique des voitures de tourisme | Motorbase Performance (en)               | 3       | 0         | 0              | 0               | 0       | 0      | 33e        |
| 2022      | TCR UK Touring Car Championship                  | FastR Racing Team                        | 11      | 1         | 0              | 0               | 1       | 129    | 14e        |
| 2022      | W Series                                         | Click2Drive Bristol Street Motors Racing | 7       | 0         | 0              | 0               | 1       | 37     | 9e         |